# Slow Dancing in the Big City
Slow Dancing in the Big City és una pel·lícula americana dirigida per John G. Avildsen, estrenada l'any 1978.

## Argument
Lou Friedlander (Paul Sorvino) és un columnista popular del New York Daily News, i escriu sobre la gent normal que treballa a la Ciutat de Nova York fent-se amic d'un noi del carrer anomenat Marty (Adam Gifford). La seva vida canvia dramàticament en enamorar-se de Sarah Gantz (Anne Ditchburn), una jove ballarina que acaba de descobrir que està afectada d'una malaltia que la forçarà finalment a deixar de ballar.

## Repartiment
- Paul Sorvino: Lou Friedlander
- Anne Ditchburn: Sarah Gantz
- Nicolas Coster: David Fillmore
- Anita Dangler: Franny
- Thaao Penghlis: Christopher
- Linda Selman: Barbara Bass
- Héctor Mercado:[2] Roger Lucas
- Dick Carballo: George Washington Monero
- Jack Ramage: Dr. Foster
- Adam Gifford:[3] Marty Olivera
- Brenda K. Starr:[4] Punk
- Daniel Faraldo: T.C. Olivera
- Michael Gorrin: Lester Edelman
- Tara Mitton: Diana
- Matt Russo: Jeck Guffy

## Nominacions
- Globus d'Or 1979 a la revelació femenina de l'any per Anne Ditchburn